# 皇后坊大厦
1°17′14″N 103°51′06″E / 1.28722°N 103.85167°E

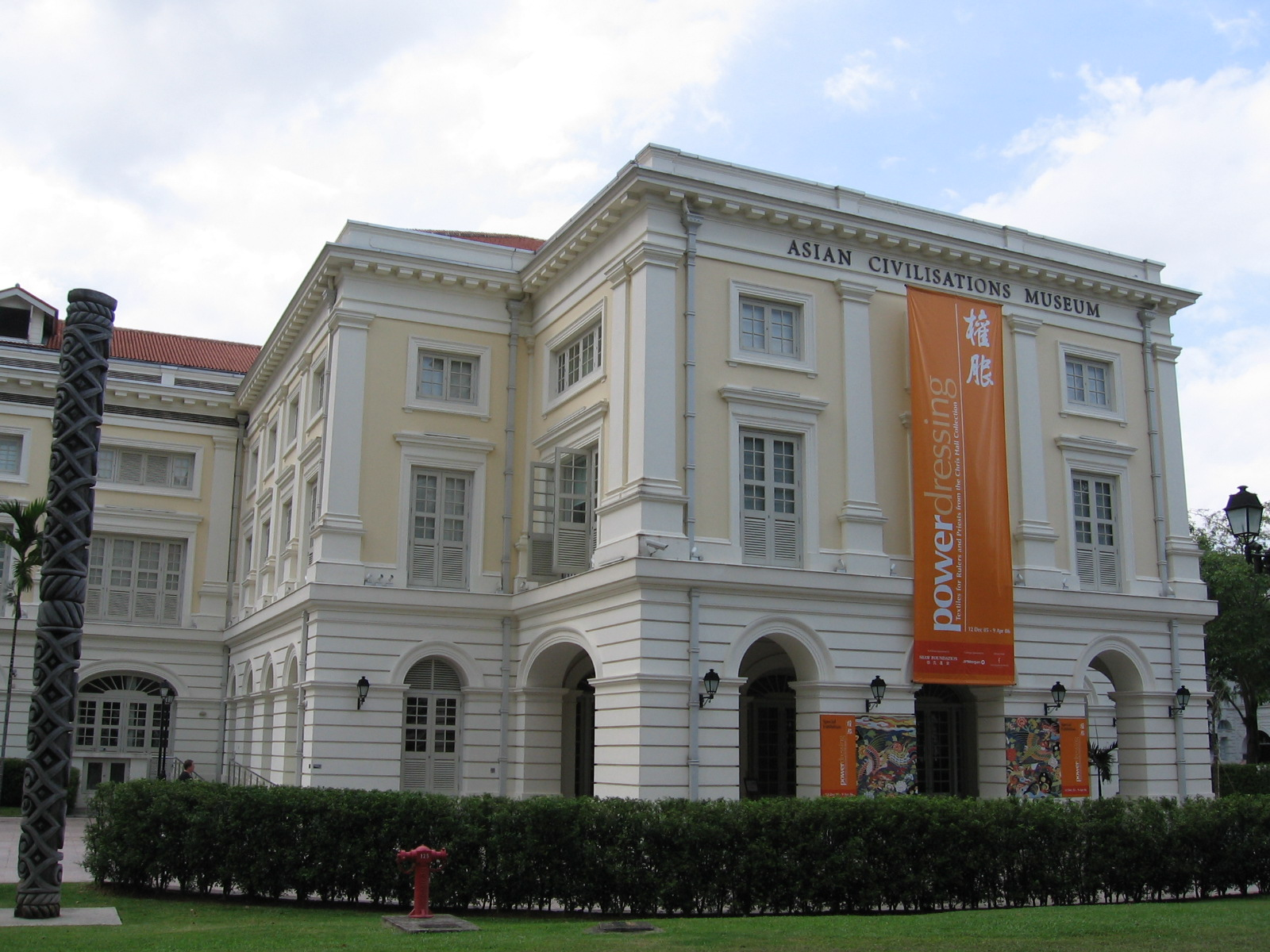
皇后坊大厦

皇后坊大厦（Empress Place Building）是新加坡的一座历史建筑，位于市中心新加坡河北岸的中央商务区，从1864年到1920年分为四个阶段完成。这座建筑目前是亚洲文明博物馆的一部分。

## 历史
1992年2月14日，皇后坊大厦列为新加坡国家文物。2003年3月2日，皇后坊大厦作为亚洲文明博物馆的一部分开放，展出南亚、东南亚、西亚藏品。